# 諸司奏
諸司奏（しょしのそう）とは、律令制において官司から天皇に対して行われる上奏のこと。

## 概要
原則として太政官を経由して行われることになっていたが、直奏（じきそう）と呼ばれる例外もあった。例えば、弾正台の官人弾劾、衛府からの兵衛・舎人の補任、民部省からの封戸・位田に関する奏上などは、蔵人・内侍に連絡した上で直接天皇への上奏が可能であった。また、宮内省の御食産や陰陽寮の御暦奏など、儀式の一環としての直奏もあった。公式令によれば、諸司奏は原則としてその官司の長官によって行われるが、当該長官自身に関わる問題や天文密奏のような機密を伴う事項についてはそれ以外の者による上奏も例外的に認められた。また、地方からの緊急の諸司奏は上式によって作成されて飛駅によって送付し、受け取った太政官では直ちに少納言が直接天皇の御前に赴き、その場で開封して上奏した。また、少納言不在時にはその下に属する外記から上卿に渡されて上奏を行った。